# Hylesia acuta
Hylesia acuta är en fjärilsart som beskrevs av Druce 1886. Hylesia acuta ingår i släktet Hylesia och familjen påfågelsspinnare. Inga underarter finns listade i Catalogue of Life.